# Innovatiebox
De innovatiebox is een Nederlandse fiscale regeling voor de vennootschapsbelasting (kortweg Wet VPB 1969). Met deze regeling wil de Nederlandse regering innovatief onderzoek stimuleren, door de met deze innovaties behaalde winsten met een verlaagd tarief (7% in plaats van 20-25%) te belasten.
De wettelijke bepalingen zijn vanaf 2010 in de wet VPB 1969 opgenomen in artikel 12b als vervanging van de octrooibox. In dit wetsartikel zijn drempels en voorwaarden gesteld voor toepassing van deze belastingkorting.